# MLS Cup de 1996
MLS Cup '96, foi a final da primeira temporada da Major League Soccer, foi disputado entre D.C. United e Los Angeles Galaxy para decidir o campeão inaugural da liga. O jogo foi disputado sob chuva no Foxboro Stadium, em Foxborough, Massachusetts em 20 de outubro de 1996. DC United venceu o Galaxy por 3-2 na prorrogação.

## Caminho até a final
| Pos | Clube                  | J  | V  | E | D  | GP | GC | SG  | Pts |
| --- | ---------------------- | -- | -- | - | -- | -- | -- | --- | --- |
| 1   | Tampa Bay Mutiny       | 32 | 20 | 1 | 12 | 66 | 51 | +15 | 58  |
| 2   | D.C. United            | 32 | 15 | 1 | 16 | 62 | 56 | +6  | 46  |
| 3   | NY/NJ MetroStars       | 32 | 12 | 3 | 17 | 45 | 47 | -2  | 39  |
| 4   | Columbus Crew          | 32 | 11 | 4 | 17 | 59 | 60 | -1  | 37  |
| 5   | New England Revolution | 32 | 9  | 6 | 17 | 43 | 56 | -13 | 33  |

| Pos | Clube               | J  | V  | E | D  | GP | GC | SG  | Pts |
| --- | ------------------- | -- | -- | - | -- | -- | -- | --- | --- |
| 1   | L.A. Galaxy         | 32 | 15 | 4 | 13 | 59 | 49 | +10 | 49  |
| 2   | Dallas Burn         | 32 | 12 | 5 | 15 | 50 | 48 | +2  | 41  |
| 3   | Kansas City Wizards | 32 | 12 | 5 | 15 | 61 | 63 | -2  | 41  |
| 4   | San Jose Clash      | 32 | 12 | 3 | 17 | 50 | 50 | 0   | 39  |
| 5   | Colorado Rapids     | 32 | 9  | 2 | 21 | 44 | 59 | -15 | 29  |

## Detalhes
| 20 de outubro | Los Angeles Galaxy             | 2 – 3 (PRO) | D.C. United                                   | Foxboro Stadium, Foxborough             |
|               | Eduardo Hurtado 4' · Armas 56' | Report      | Tony Sanneh 72' · Shawn Medved 81' · Pope 94' | Público: 34 643 Árbitro: Esse Baharmast |

| Los Angeles Galaxy | D.C. United |

| LOS ANGELES GALAXY: |    |                     |     |  |
|                     |    |                     |     |  |
| GO                  | 9  | Jorge Campos        |     |  |
| DE                  | 19 | Arash Noamouz       |     |  |
| DE                  | 3  | Mark Semioli        |     |  |
| DE                  | 4  | Robin Fraser (c)    |     |  |
| DE                  | 18 | Greg Vanney         |     |  |
| MC                  | 14 | Chris Armas         |     |  |
| MC                  | 5  | Jorge Salcedo       | 77' |  |
| MC                  | 10 | Mauricio Cienfuegos |     |  |
| MC                  | 13 | Cobi Jones          |     |  |
| AT                  | 11 | Harut Karapetyan    | 75' |  |
| AT                  | 29 | Eduardo Hurtado     |     |  |
| Substitutos:        |    |                     |     |  |
| DE                  | 20 | Curt Onalfo         | 77' |  |
| AT                  | 7  | Ante Razov          | 75' |  |
| Técnico:            |    |                     |     |  |
| Lothar Osiander     |    |                     |     |  |

| D.C. UNITED: |    |                      |     |     |
|              |    |                      |     |     |
| GO           | 2  | Mark Simpson         |     |     |
| DE           | 4  | Clint Peay           | 53' |     |
| DE           | 23 | Eddie Pope           |     |     |
| DE           | 12 | Jeff Agoos           |     |     |
| DE           | 11 | Mario Gori           |     | 70' |
| MC           | 16 | Richie Williams      |     |     |
| MC           | 19 | John Maessner        |     | 59' |
| MC           | 6  | John Harkes (c)      |     |     |
| MC           | 10 | Marco Etcheverry 39' |     |     |
| AT           | 9  | Jaime Moreno         |     |     |
| AT           | 21 | Raúl Díaz Arce       |     |     |
| Substitutos: |    |                      |     |     |
| MC           | 7  | Tony Sanneh          |     | 59' |
| MC           | 12 | Shawn Medved         |     | 70' |
| Técnico:     |    |                      |     |     |
| Bruce Arena  |    |                      |     |     |

Melhor em Campo:
Marco Etcheverry (D.C. United)

## Premiação
| MLS Cup 1996                    |
| ------------------------------- |
| D.C. United Campeão (1º título) |